# 惡搞RFC
惡搞RFC是互聯網國際標準機構的RFC協定裡的一批純屬搞笑的創作，通常都在愚人節發表。這個傳統自1989年開始，而且每年的愚人節都會有至少一個搞笑的RFC推出。這些文件都依照1973年6月發表的RFC 527（代號ARPAWOCKY）標準制定。亦有其他搞笑的RFC文件在愚人節以外的時間發表。這些惡搞類的RFC文件都在下面的列表中詳列。

## 惡搞RFC列表

鴿子也可以傳送封包！

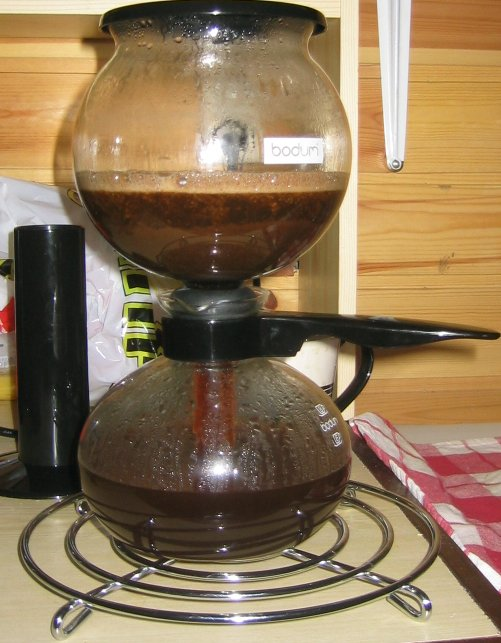
RFC 2324

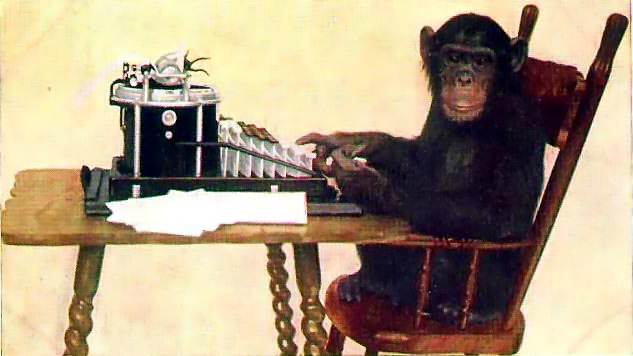
RFC 2795包含與在打字機前試圖打出莎士比亞著作的猴子通訊的協定

RFC 3091說明了強大計算π的數值的主機和缺乏π支援的客機之間的通訊協定

IP-SFS Data Signals 0x07（參見RFC 4824）

- RFC 527 — ARPAWOCKY. R. Merryman, UCSD 1973年6月22日 A Lewis Carroll pastiche.
- RFC 968 — Twas the night before start-up. V.G. Cerf 1985年12月1日

愚人節發表：
1978：
RFC 748 — TELNET 随机丢失选项. M.R. Crispin.
恶搞自正常的TCP/IP 文档。很长一段时间里其在RFC 索引内被标注为「note date of issue」，很显然有人拿它很当回事。
1989：
RFC 1097 — TELNET 潜意识信息选项. B. Miller.
1990：
RFC 1149 — 以鸟类为载体的网际协议（IP over Avian Carriers） D. Waitzman：由白鴿攜帶封包。
- RFC 2549 为其更新版，详细见下。
- 2001年，RFC 1149由一班挪威Linux使用者協會的成員實現了。他們傳送了9個封包到約5公里外的地方，每個封包由不同的鴿子攜帶，並有一個ICMP應答要求封包（ping）。他們收到4個回應，封包流失率是55%，回應時間是3000至6000秒。
- RFC 6214 为其于IPv6上的应用。见下。

1991：
RFC 1216 — GB網絡經濟與範式轉移 更窮的理查、Kynikos教授
RFC 1217 — 来自慢速运动研究联盟（CSCR）的备忘录 Vint Cerf
1992：
RFC 1313 — 今天的KRFC AM 1313互联网广播节目单. C. Partridge. 该RFC的某些部分已过时：在协和飞机上飞行时的多普勒频移已不再是问题。
1993：
RFC 1437 — 将MIME内容类型扩展到新媒介. N. Borenstein, M. Linimon.
RFC 1438 — 互聯網工程工作小組（IETF）沉悶宣言（SOBs） A. Lyman Chapin, C. Huitema.
1994：
RFC 1605 — SONET轉換至Sonnet的方法 威廉·莎士比亞
RFC 1606 — IPv9使用史 J. Onions
RFC 1607 — 來自21世紀的觀點 Vint Cerf
1995：
RFC 1776 — 地址就是訊息（The Address is the Message） Steve Crocker：沒有內容，我們還需要資訊安全嗎？
1996：
RFC 1924 — IPv6地址的紧凑表示法. R. Elz.
RFC 1925 — 十二条网络真理. R. Callon.
RFC 1926 — 在ATM顶部进行IP数据报实验性封装. J. Eriksson.
RFC 1927 — 建议的附加MIME类型，用于关联文档. C. Rogers.
1997：
RFC 2100 — 主機命名 J. Ashworth
1998：
RFC 2321 — RITA -- 可信的互聯網疑難排解代理. A. Bressen.
RFC 2322 — IP地址管理（使用peg-dhcp） K. van den Hout et al.
RFC 2323 — IETF辨識和安全指引 A. Ramos
RFC 2324 — 超文本咖啡壺控制協议 （HTCPCP/1.0）. L. Masinter
RFC 2325 — 使用SMIv2的滴漏式加热饮料硬件设备的受管理对象定义. M. Slavitch
1999：
RFC 2549 — 使用禽鳥的網絡協定（附服務品質資料） D. Waitzman：此乃上面RFC 1149的更新版。
RFC 2550 — Y10K與其他 S. Glassman、M. Manasse、J. Mogul.
RFC 2551 — 羅馬標準過程 -- Revision IIIS. Bradner
2000：
RFC 2795 — 無限猴子協定組 （IMPS） S. Christey
2001：
RFC 3091 — 圓周率數字產生協定. H. Kennedy
RFC 3092 — "Foo"的字源學 D. Eastlake 3rd, C. Manros、埃里克·斯蒂芬·雷蒙
RFC 3093 — 防火牆加強協定 （FEP） M. Gaynor, S. Bradner
2002：
RFC 3251 — 電力傳送（Electricity over IP, 參見Voice over IP） B. Rajagopalan.
RFC 3252 — Binary Lexical Octet Ad-hoc Transport. H. Kennedy.
2003：
RFC 3514 — IPv4报头中的安全标志（邪恶位）. S. Bellovin.
2004：
RFC 3751 — 全知者協定的條件 S. Bradner
2005：
RFC 4041 — 路由区草案中的道德部分要求. A. Farrel.
RFC 4042 — UTF-9和UTF-18有效的Unicode转换格式. M. Crispin.
2007：
RFC 4824 — 使用旗語傳遞IP數據報 （SFSS）
2008：
RFC 5241 — IETF协议中的命名权, A. Falk
RFC 5242 — 广义统一字符编码：西欧和中日韩部分, J. Klensin
2009：
RFC 5513 — IANA对三字母缩写词的考虑, A. Farrel
RFC 5514 — 社群網路架構上的IPv6  E. Vyncke
2010：
RFC 5841 — TCP封包心情的選項 R. Hay, W. Turkal
2011：
RFC 5984 — 使用ESP基础转发提高IP网络吞吐量：ESPBasedForwarding, K-M. Moller
RFC 6214 — RFC 1149在IPv6的应用   B. Carpenter, Univ. of Auckland
RFC 6217 — 使用大气链路层的区域广播, T. Ritter
2012：
RFC 6592 — 发送空数据包, C. Pignataro
RFC 6593 — 使用捉迷藏进行域伪名系统（DPS）的服务未发现, C. Pignataro, J. Clarke, G. Salgueiro
2013：
RFC 6919 — RFC中用于指示要求级别的进一步关键字, R. Barnes, S. Kent, E. Rescorla
RFC 6921 — 超光速（FTL）通信的设计考虑, R. Hinden
2014：
RFC 7168 — 用于茶流量设备的超文本咖啡壶控制协议（HTCPCP-TEA）, I. Nazar
RFC 7169 — NSA（无机密性保证）证书扩展, S. Turner
2015：
RFC 7511 — IPv6的风景优美路由, M. Wilhelm
RFC 7514 — 真正明确的拥塞通知（RECN）, M. Luckie
2016：
此年4月1日未发布RFC。
2017：
RFC 8135 — IPv6中的复杂寻址 M. Danielson, M. Nilsson
RFC 8136 — IPv6的附加转换功能 B. Carpenter
RFC 8140 — ASCII的艺术——以字符形式对奇妙与精彩之事物进行真实与准确的描述 A. Farrel
2018：
RFC 8367 — 错误终止互联网协议（IP）数据包 T. Mizrahi, J. Yallouz
RFC 8369 — 使用128位Unicode国际化IPv6 H. Kaplan
2019：
RFC 8565 — 超文本危险协议（HTJP/1.0） E. Fokschaner
RFC 8567 — 客户管理DNS资源记录 E. Rye, R. Beverly
2020：
RFC 8771 — 国际化的故意不可读网络符号（I-DUNNO） A. Mayrhofer, J. Hague
RFC 8774 — 量子错误 M. Welzl
2021：
RFC 8962 — 建立协议警察 G. Grover, N. ten Oever, C. Cath, S. Sahib
2022：
RFC 9225 — 被认为有害的软件缺陷 J. Snijders, C. Morrow, R. van Mook
RFC 9226 — Bioctal：十六进制2.0 M. Breen
2023：
RFC 9401 — 向TCP中添加死亡（DTH）标志 S. Toyosawa
RFC 9402 — 连接符号 M. Basaglia, J. Bernards, J. Maas
RFC 9405 — AI讽刺检测：如何侮辱你的AI而不冒犯它 C. GPT, R. L. Barnes
2024：
RFC 9564 — 超光速协议（Faster Than Light Speed Protocol (FLIP)） S. Toyosawa

## 外部連結
- CIO Magazine commentary[永久] on RFC 3751 and 1 April RFCs in general